# ルドルフ・シュレーディンガー
ルドルフ・ヨーゼフ・カール・シュレーディンガー (Rudolf Joseph Carl Schrödinger, 1857年1月27日ウィーン生まれ、1919年12月24日同地没) は、オーストリア人経営者および植物学者。植物学における命名者表記は "Schrödinger" である。

## 生涯
父の実業家ヨーゼフ・シュレーディンガー(1827–1888) は、ワックス・革製品製造のグロル兄弟社の共同経営者でグロル家とは姻戚関係にあった。ルドルフはウィーン工科大学においてアレクサンダー・バウアーの下で化学を学び、1888年にその娘であるゲオルギー・バウアーと結婚した。ルドルフも主にグロル兄弟社の経営にあたったが、1917年に同社が廃業に追い込まれてからは経済的苦境に立たされた。
そのかたわら、1904年から1907年にかけてウィーン大学で植物学を学んだ。1913年、オーストリア動植物学会の事務総長に、1917年には副会長となる。キンポウゲ科の形態についての論文を発表している。
ルドルフ・シュレーディンガーはアマチュア画家でもあった。子にエルヴィン・シュレーディンガーがいる。

## 著書
- Das Laubblatt der Ranunculaceen, Eine organgeschichtliche Studie, Abhandlungen der K. K. Zool-Botan. Gesellschaft in Wien 1914
- Der Blütenbau der zygomorphen Ranunculaceen und seine Bedeutung für die Stammesgeschichte der Helleboreen, Abhandlungen der K. K. Zool-Botan. Gesellschaft in Wien 1909